# Estación de Cantoria
Cantoria fue una estación de ferrocarril situada en el municipio español de Cantoria, en la provincia de Almería. Originalmente formó parte de la línea Lorca-Baza, estando situada en el punto kilométrico 68,4 de la misma.

## Historia
Fue inaugurada el 25 de enero de 1894 y se cerró el 1 de enero de 1985. Actualmente es la sede del PRODER.

## Instalaciones ferroviarias
La estación de Cantoria contaba con edificio de viajeros, servicios, almacén con su muelle de carga y un depósito de agua. Tenía 2 andenes, uno trasero (detrás del edificio de viajeros) y otro frente a éste, este último era donde habitualmente paraban los trenes y el otro posiblemente era para apartar vagones y mercancías.

### Edificio de viajeros
En la actualidad, está restaurado y reutilizado como sede del PRODER. 

### Servicios
Están restaurados y siguen haciendo su función de servicios en la actualidad.

### Almacén y muelle de carga
El muelle está desaparecido. En su lugar, otras edificaciones modernas ocupan su lugar. El almacén está bien conservado.si.

### Depósito de agua
Es del mismo tipo que el de la  estación de Tíjola, pero le falta el aprovisionador de agua que tenía en lo que actualmente es un hueco entre la puerta y la parte superior del déposito. El estado de conservación general es bueno.
- Datos: Q5845952